# Danuše Mottlová
Danuše Mottlová (* 25. dubna 1948) je bývalá česká a československá politička Komunistické strany Československa a poslankyně Sněmovny lidu Federálního shromáždění za normalizace.

## Biografie
K roku 1986 se zmiňuje profesně jako úpravářka. Ve volbách roku 1986 zasedla za KSČ do Sněmovny lidu. (volební obvod č. 56 - Děčín-sever-Česká Lípa, Severočeský kraj). Ve Federálním shromáždění setrvala do konce funkčního období, tedy do svobodných voleb roku 1990. Netýkal se jí proces kooptací do Federálního shromáždění po sametové revoluci.